# Matrimonio del minore
Il matrimonio del minore è una speciale condizione derogatoria concessa dall'art. 84 del codice civile italiano, secondo cui il minore d'età che abbia compiuto i sedici anni può essere autorizzato dal tribunale a contrarre matrimonio per gravi motivi.
Col matrimonio, lo sposo acquisisce la capacità di agire, divenendo emancipato.

## Procedimento
Il nubendo, di età compresa tra sedici e diciotto anni, propone istanza (nelle forme del ricorso) al tribunale per i minorenni della circoscrizione di residenza. Se entrambi gli sposi sono minorenni, e non risiedono nella medesima circoscrizione, questi dovranno presentare due diverse istanze ai tribunali territorialmente competenti.
Il tribunale per i minorenni decide con decreto, emesso in camera di consiglio, dopo aver accertato la maturità psicofisica del minore, la gravità dei motivi e la fondatezza delle ragioni addotte; e dopo aver sentito il pubblico ministero, i genitori o il tutore. Il decreto viene comunicato al pubblico ministero, agli sposi, ai genitori e all'eventuale tutore.
Entro dieci giorni dalla comunicazione, può essere proposto reclamo contro il decreto, con ricorso alla Corte d'appello. La corte d'appello decide con ordinanza non impugnabile, emessa in camera di consiglio.

## Matrimonio celebrato senza autorizzazione
In mancanza di autorizzazione, l'eventuale matrimonio celebrato davanti al parroco secondo le norme del diritto canonico non può essere trascritto nei registri dello stato civile. Se il matrimonio viene egualmente trascritto, o se dovesse essere stato celebrato per errore davanti all'ufficiale dello stato civile, esso è impugnabile entro un anno dalla sua trascrizione.

## Riferimenti normativi
- Codice civile